# Place Louise-Blanquart
La place Louise-Blanquart est une voie située dans le quartier de Clignancourt du 18e arrondissement de Paris (France).

## Situation et accès
La place est desservie par la ligne 4 à la station Château Rouge.

## Origine du nom
Cette voie rend hommage à la syndicaliste et militante féministe et écologiste Louise Blanquart (1921-2008) qui a habité dans la rue Tardieu.

## Historique
La place, créée sur l'emprise des rues qui la bordent, a été inaugurée le 8 décembre 2011 par Daniel Vaillant, maire de l'arrondissement.